# Eino Aukusti Leino

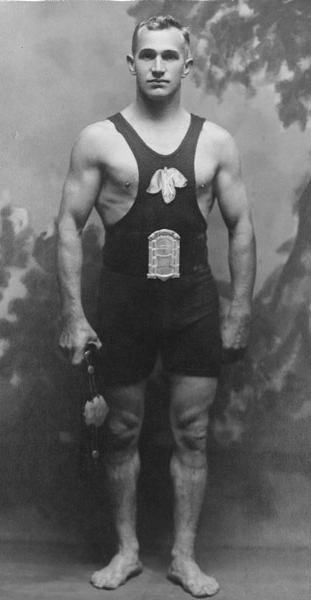
Eino Leino

Eino Aukusti Leino [ˈɛinɔ ˈaukusti ˈlɛinɔ], (* 7. April 1891 in Kuopio; † 30. November 1986 in Tampere) war ein finnischer Ringer.

## Werdegang
Eino Leino wuchs in Kuopio auf und begann dort noch vor dem Ersten Weltkrieg als Jugendlicher mit dem Ringsport. Er erzielte auf regionalen Veranstaltungen als Angehöriger des Sportvereins „Kuopion Voimailijat“ gute Ergebnisse im damals üblichen griechisch-römischen Stil. Während des Ersten Weltkrieges ging er in die USA und lernte dort auch das Freistilringen kennen. 1920 wurde er USA-Meister im Mittelgewicht. Er wurde daraufhin von Finnland für die Olympischen Spiele 1920 in Antwerpen nominiert, wo er Olympiasieger im Mittelgewicht (damals bis 75 kg Körpergewicht) wurde. Eino Leino rang auch bei den Olympischen Spielen 1924, 1928 und 1932 für Finnland im freien Stil und gewann bei jeder dieser Veranstaltung eine Medaille. Ihm gelang damit, was bis dahin noch kein Sportler der Welt erreicht hatte, nämlich in vier aufeinander folgenden Olympischen Spiele eine Medaille zu gewinnen. Weltmeisterschaften im Freistilringen fanden damals nicht statt, Europameisterschaften erst ab 1930.
In den 1930er-Jahren kehrte Eino Leino nach Finnland zurück und war von 1949 bis 1952 in führender Funktion im Finnischen Arbeitersportverband (TUL) tätig.

## Internationale Erfolge
(OS = Olympische Spiele, F = Freistil, Le = Leichtgewicht, We = Weltergewicht, Mi = Mittelgewicht, damals bis 66, 72 und 75 kg Körpergewicht)
- 1920, Goldmedaille, OS in Antwerpen, F, Mi, mit Siegen über Bron, Schweiz, Frits Janssens, Belgien, Charles Johnson, USA und Väinö Penttala, Finnland;
- 1924, Silbermedaille, OS in Paris, F, We, mit Siegen über Frits Janssens, Hyacinthe Roosen, Belgien, Guy Lookabaugh, USA, William Johnson, USA und einer Niederlage gegen Hermann Gehri, Schweiz;
- 1928, Bronzemedaille, OS in Amsterdam, F, Le, mit Siegen über George Mackenzie, Vereinigtes Königreich, Birger Nilsen, Norwegen, Tresdorf Jörgensen, Dänemark und einer Niederlage gegen Charles Pacome, Frankreich;
- 1932, Bronzemedaille, OS in Los Angeles, F, We, mit Siegen über Yoshio Kono, Japan, Ludvig Lindblom, Schweden, Gyula Zombory, Ungarn und Niederlagen gegen Daniel MacDonald, Kanada und Jack van Bebber, USA

## Nationale Erfolge
Eino Leino wurde 1920 und 1923 US-amerikanischer Meister im freien Stil, Mittelgewicht und belegte 1936 im Alter von 45 Jahren bei den finnischen Meisterschaften im Freistilringen den 2. Platz im Weltergewicht.